# مت گوکس
مت‌گوکس (به انگلیسی Mt. Gox) یک مرکز مبادله بیت کوین مستقر در شیبویا، توکیو، ژاپن بود. که در سال ۲۰۰۶ برای مبادله ارزهای مجازی بازی سحر و جادو گردهمایی برخط آغاز به کار کرد. در ژوئیه 2010 مبادله بیتکوین را آغاز کرد و در سال 2013 و 2014 بیش از 70٪ از کل معاملات بیت کوین (BTC) سراسر جهان را میزبانی می‌کرد و در جایگاه بزرگترین واسطه و پیشرو در مبادلات بیت کوین جهان قرار داشت.
در فوریه ۲۰۱۴، مت گوکس تجارت خود را به حالت تعلیق درآورد، وب سایت و سرویس مبادله خود را بست و برای محافظت از طلبکاران اقدام به اعلام ورشکستگی کرد. در آوریل ۲۰۱۴، این شرکت مراحل تصفیه شرکت را آغاز کرد.
مت گوکس اعلام کرد تقریباً ۸۵۰٬۰۰۰ بیت کوین متعلق به مشتریان و شرکت مفقود شده و احتمالاً سرقت شده‌است، مبلغی که در آن زمان بیش از ۴۵۰ میلیون دلار ارزش داشته‌است. اگرچه از آن زمان ۲۰۰۰۰۰ بیت کوین «یافت» شده‌اند، اما دلایل ناپدید شدن - سرقت، کلاهبرداری، سوء مدیریت یا ترکیبی از اینها - در ابتدا مشخص نبود. شواهد جدید ارائه شده در آوریل ۲۰۱۵ توسط شرکت امنیتی مستقر در توکیو با نام ویزسک آنها را به این نتیجه رساند که «بیشتر یا تمام بیت کوین‌های مفقود شده به تدریج و از اواخر سال ۲۰۱۱ مستقیماً از هات والت یا کیف پول داغ مت گوکس به سرقت رفته‌اند.»